# 島根県道240号浜田漁港線
島根県道240号浜田漁港線（しまねけんどう240ごう はまだぎょこうせん）は、島根県浜田市を通る一般県道である。

## 概要
浜田漁港から国道9号交点に至る。

### 路線データ
- 起点：島根県浜田市元浜町（浜田漁港）
- 終点：島根県浜田市真光町（漁港入口交差点、国道9号交点）

## 地理

### 通過する自治体
- 島根県
  - 浜田市

### 交差する道路
| 交差する道路 | 交差する場所 | 交差する場所          |
| ------------ | ------------ | --------------------- |
| 国道9号      | 真光町       | 漁港入口交差点 / 終点 |

### 沿線
- 日本海
- 浜田漁港